# Rufino Gama
Rufino Gama (Baucau, Indonesia; 20 de junio de 1998) es un futbolista de Timor Oriental que juega en la posición de delantero y que actualmente milita en el Lalenok United FC de la Liga Futebol Amadora.

## Carrera

### Club
| Periodo   | Club              |
| --------- | ----------------- |
| 2016–2017 | AS Académica      |
| 2017–2018 | Cecusan CF        |
| 2018–2019 | Karketu Dili      |
| 2020–     | Lalenok United FC |

### Selección nacional
Disputó más de 20 partidos con las selecciones menores de Timor Oriental y en 2016 debuta con la selección mayor ingresando al minuto 81 en un partido amistoso ante Malasia. Su primer gol con la selección nacional lo anotó en la derrota por 1-2 ante China Taipéi.
Formó parte del equipo que jugó en los Juegos Asiáticos de 2018 y en la Copa Suzuki AFF 2018, además tuvo participación en la clasificación de AFC para la Copa Mundial de Fútbol de 2022.

## Logros
Lalenok United
- Copa FFTL: 2020
- Taça 12 de Novembro: 2020